# Умаров, Авалбек
Авалбек Умаров (1929 — ?) — старший чабан совхоза «Нурата» Нуратинского района Самаркандской области, Узбекская ССР. Герой Социалистического Труда (01.03.1965).

## Биография
Родился в 1929 году на территории Нуратинского района Зеравшанского округа Узбекской ССР, ныне – Нуратинского района Навоийской области Узбекистана. Узбек.
В Великую Отечественную войну четырнадцатилетним мальчишкой начал трудовую деятельность чабаном. После прохождения военной службы в Советской Армии в 1949–1951 годах Авалбек Умаров вернулся на родину и продолжил работать в совхозе «Нурата» старшим чабаном по выпасу овец каракульской породы. На протяжении ряда лет в его отаре были самые высокие результаты по приходу молодняка и сдаче каракульских смушек среди животноводов Нуратинского района.
Указом Президиума Верховного Совета СССР от 1 марта 1965 года за особые заслуги в развитии народного хозяйства Узбекской ССР Умарову Авалбеку присвоено звание Героя Социалистического Труда с вручением ордена Ленина и золотой медали «Серп и Молот».
В последующие годы А. Умаров продолжал демонстрировать высокие показатели в животноводстве, по итогам работы в 1976 году он был награждён орденом «Знак Почёта».
Избирался депутатом Верховного Совета СССР 8-го созыва (1970–1974).
Проживал в посёлке Нурата Самаркандской (в 1982–1988 и с 1992 года – в Навоийской области (вилоята)) Республики Узбекистан.
Награждён орденами Ленина (01.03.1965), «Знак Почёта» (25.12.1976), медалями.

## Награды
- Золотая медаль «Серп и Молот» (01.03.1965);
- орден Ленина (01.03.1965)
- орден «Знак Почёта» (25.12.1976)
- Медаль «За доблестный труд в Великой Отечественной войне 1941—1945 гг.»
- и другими
- Отмечен дипломами и почётными грамотами.